# Blasius Merrem

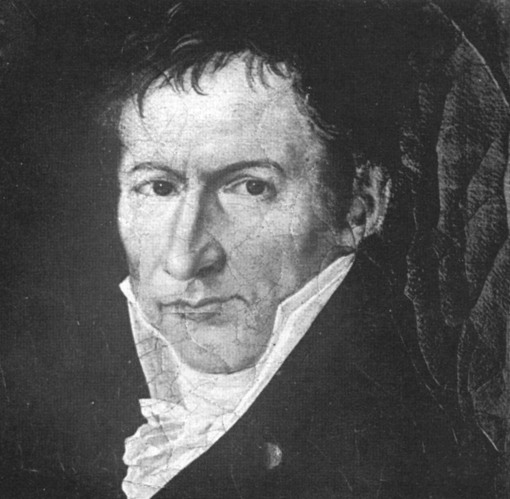
Blasius Merrem

Blasius Merrem (Bremen, 4 februari 1761 – Marburg, 23 februari 1824) was een Duits ornitholoog en herpetoloog.

## Student
Merrem was de zoon van een handelaar en studeerde Latijn, Grieks en Arabisch. In 1778 ging hij ornithologie en herpetologie studeren aan de Georg-August-Universität Göttingen bij Johann Friedrich Blumenbach.

## Professor
In 1785 werd Merrem professor aan de Alte Universität Duisburg, maar hij verdiende zo weinig, dat hij bijles wiskunde en natuurkunde moest geven om rond te komen. Hij ging dan naar de Philipps-Universiteit Marburg.

## Ornithologie
Merrem was de eerste ornitholoog die vogels onderverdeelde in vliegende vogels Carinatae met scherp sternum en loopvogels Ratitae met vlak sternum. Hij begon een allesomvattende classificatie van vogels, maar die kon hij uit geldgebrek niet afmaken. Ook ontdekte Merrem de longblaas bij vogels.

## Herpetologie
In zijn werk van 1820 Versuch eines Systems der Amphibien was Merrem de eerste die duidelijk onderscheidde tussen amfibieën en reptielen en tussen krokodilachtigen en hagedissen en hij stelde voor om hagedissen en slangen in een orde onder te brengen.
Onder invloed van Blumenbach en Peter Simon Pallas trachtte hij de tegengestelde benaderingen van Linnaeus en Buffon te verzoenen. Merrem paste het binomiale systeem van Linnaeus toe, maar volgde daarbij de morfologische benadering van Buffon in plaats van zich tot één anatomisch kenmerk te beperken.

## Publicaties
- De animalibus scythicis apud Plinium. Goettingae: Grape, 1781.
- Vermischte Abhandlungen aus der Thiergeschichte. Göttingen: Boßiegel, 1781.
- Versuch eines Grundrisses zur allgemeinen Geschichte und natürlichen Eintheilung der Voegel. Leipzig: Müller, 1788.
- Beytraege zur Naturgeschichte. Beytraege zur Geshichte (sic) der Amphibien. Erstes Heft. Duisburg und Lemgo: Meyer 1790.
- Beytraege zur Naturgeschichte. Beytraege zur Geschichte der Amphibien. Zweytes Heft. Beschreibung der Amphibiensammlung des Herrn Doctors und Medicinalraths Janssen in Düsseldorf. Erstes Stück. Leipzig: Verlagshandlung der Gelehrten, Leipzig, 1790; 2. Aufl. Essen: Baedeker 1829.
- Handbuch der Pflanzenkunde nach dem linneischen System. Marburg: Neue academische Buchhandlung, 1809.
- Versuch eines Systems der Amphibien (Tentamen systematis amphibiorum). Marburg: Krieger, 1820.
- Beitraege zur Naturgeschichte. Beitraege zur Geschichte der Amphibien. Drittes Heft. I. Verbesserungen und Zusätze zu den ersten beiden Heften, S. 1–62. II. Bemerkungen über die Amphibien des Vorgebirges der guten Hoffnung und Beschreibungen einiger derselben, S. 63–141. Baedeker: Essen, 1821.

- Bibliothèque nationale de France: cb103646596 (data)
- Author citation (botany): Merrem
- Stuttgart Database of Scientific Illustrators 1450–1950: 8776
- Gemeinsame Normdatei: 116904496
- International Standard Name Identifier: 0000 0000 6158 0417
- Library of Congress Control Number: nr00013803
- Nationale Bibliotheek van Tsjechië: mzk2009511266
- Nederlandse Thesaurus van Auteursnamen: 216536979
- Réseau des bibliothèques de Suisse occidentale: 02-A003586133
- LIBRIS: 350494
- Système universitaire de documentation: 170001385
- Virtual International Authority File: 17985708
- WorldCat: E39PBJwhFdW4KBfDcRjcwvB773